# Buitendijksche Oosterpolder onder de gemeenten Nieuwveen en Mijdrecht
Het waterschap van de Buitendijksche Oosterpolder onder de gemeenten Nieuwveen en Mijdrecht was een klein waterschap in de gemeenten Mijdrecht en Nieuwveen, in de Nederlandse provincies Utrecht en Zuid-Holland. Het besloeg de oppervlakte van de gelijknamige Buiten-Oosterpolder.